# Cerapachys muiri
Cerapachys muiri är en myrart som beskrevs av Wheeler och Chapman 1925. Cerapachys muiri ingår i släktet Cerapachys och familjen myror. Inga underarter finns listade i Catalogue of Life.